# Gustav Adolfs torg (Stockholm)
Gustav Adolfs torg (česky „náměstí Gustava Adolfa“) je náměstí v centru Stockholmu, hlavního města Švédska. Bylo pojmenováno po králi Gustavu II. Adolfovi.[zdroj?]
Na náměstí se nachází budova Královské opery a palác Arvfurstens (sídlo švédského Ministerstva zahraničních věcí Ministerstva obrany). Jižně od náměstí stojí na ostrůvku Helgeandsholmen budova parlamentu.
Uprostřed náměstí je socha Gustava II. Adolfa z roku 1796 od francouzského sochaře Pierra l'Archevêque.